# Mustafa Wendland
Mustafa Wendland (* 3. Januar 1992 in Tripolis) ist ein deutscher Handballtorwart.
Sein aus Libyen stammender Vater starb früh, seine Mutter lebt in Stralsund, wo er auch aufwuchs. In Hamburg besuchte er das Gymnasium.
Er begann mit dem Handballspiel beim Stralsunder HV, mit dem er es in die A-Jugend-Regionalliga schaffte. Im April 2008 wechselte er zur B-Jugend des HSV Handball nach Hamburg, wo er zunächst in der Oberliga spielte. Zur Saison 2011/12 kehrte er zum Stralsunder HV, der in der 3. Liga spielte, zurück. Zur Saison 2013/14 unterschrieb Mustafa Wendland einen Vertrag bei den HF Springe, mit denen er nach der Saison 2014/15 aus der Staffel Nord in die 2. Handball-Bundesliga aufstieg. Die HF Springe stiegen allerdings nach der Saison 2015/16 trotz eines 15. Tabellenplatzes aus wirtschaftlichen Gründen wieder in die 3. Liga ab. Mustafa Wendland spielte mit seinem Verein in der Staffel Ost der 3. Liga. Im Sommer 2018 schloss er sich Handball Hannover-Burgwedel an. Im Mai 2020 heuerte er beim TuS Vinnhorst an. 2021 zog er sich eine schwere Knieverletzung zu. Zur Saison 2022/23 wechselte er zum MTV Braunschweig. Im Sommer 2024 schloss er sich dem Drittligaaufsteiger ATSV Habenhausen an. Ein Jahr später wechselte er zum Ligakonkurrenten TSG Altenhagen-Heepen.
Mustafa Wendland bestritt im Oktober 2010 sein erstes Spiel für die deutsche Jugend-Nationalmannschaft in Eaubonne gegen Polen.
Wendland ist beruflich als Immobilienkaufmann tätig.